# Nisshin (1904)
El Nisshin (日進?) fue uno de los dos cruceros acorazados de diseño italiano Clase Giuseppe Garibaldi en servicio con la Armada Imperial Japonesa, denominados por esta como Clase Kasuga. Participó en la Guerra Ruso-Japonesa y fue hundido como blanco naval en 1936.

## Historial

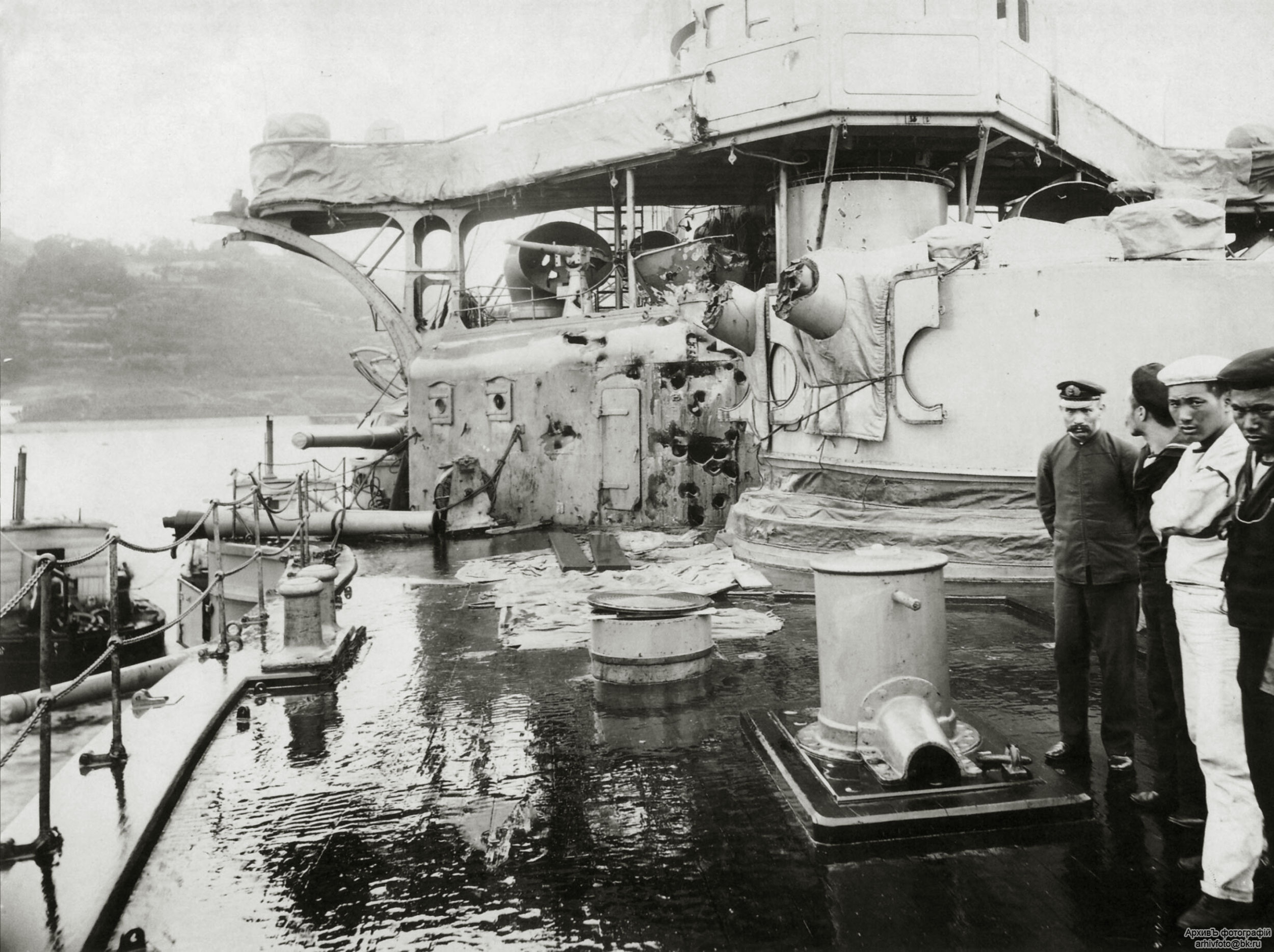
Daños en el Nisshin tras la batalla de Tsushima de 1905.

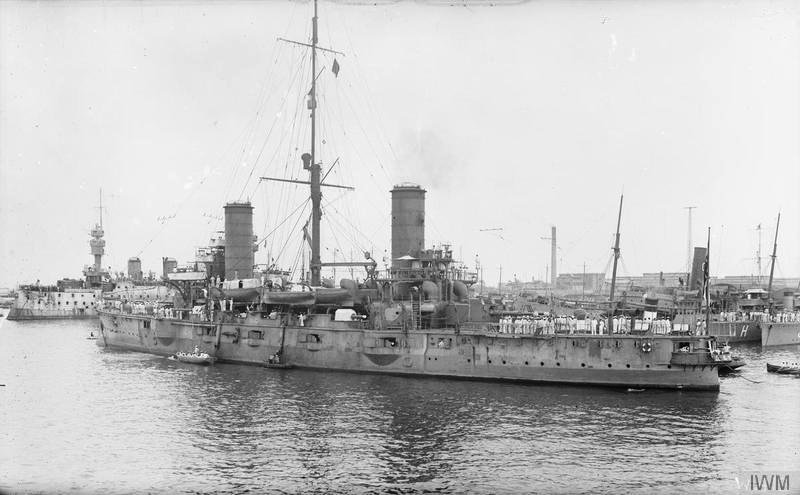
El Nisshin en 1917.

Originalmente puesto en grada para entrar en servicio con la Armada italiana con el nombre de Roca, fue comprado por Argentina antes de su botadura debido a su conflicto con Chile y rebautizado Mariano Moreno en honor al político argentino Mariano Moreno. Sin embargo, antes de su conclusión se alcanzó la paz entre las dos naciones y el gobierno argentino decidió venderlo a Japón, que se encontraba a las puertas de una guerra con el Imperio ruso.
A su llegada a Japón, el Nisshin fue incorporado a la flota principal, tras lo cual participó en la Guerra Ruso-Japonesa, sufriendo graves daños en las batallas del Mar Amarillo y Tsushima. En 1914, junto a su gemelo Kasuga fue modernizado, siendo reemplazadas sus ocho calderas originales por doce calderas Kampon. En 1918 durante la I Guerra Mundial fue enviado a la isla de Malta  donde estaban basados un pequeño número de destructores y el crucero Izumo que operaban desde 1917 participando en la escolta de convoyes. En 1927 fue clasificado como buque de entrenamiento, algo que era habitual en buques que habían cumplido su período operativo, donde navegantes e ingenieros podían hacer sus prácticas sin obstaculizar la labor de una unidad de combate activa. Fue dado de baja del listado naval en 1935, siendo renombrado Hai Kan 6. Un año después fue trasladado a Kamegakubi, cerca de Kure, donde fue empleado como blanco naval de bombas, torpedos y el nuevo cañón de 460 mm que posteriormente sería empleado por los Clase Yamato. Tras su hundimiento, el pecio fue reflotado y desguazado a lo largo del mismo año de 1936.